# Entertainer
Singles de Zayn Malik
Let me
(2018) Sour Diesel
(2018)
Entertainer est une chanson du chanteur anglais Zayn Malik, sortie le 23 mai 2018 sous le label RCA Records. 

## Sortie
Zayn dévoile une vidéo cryptée sur twitter pour annoncer la sortie du single, soit 24 heures avant la sortie officielle. 

## Composition
Le single est composé en Fa majeur avec un rythme de 77 bpm. 

## Clip
Le clip est la suite de Dusk Till Dawn et de Let Me et met en scène Zayn Malik, l'acteur cubano-américain Steven Bauer et la mannequin Sofia Jamora. 